# Comunitat índia Prairie Island
La Comunitat Índia de Prairie Island (dakota: Tinta Winta) és una reserva índia dels sioux Mdewakanton al comtat de Goodhue (Minnesota), al llarg del riu Mississipi, als voltants de la ciutat de Red Wing. Fou creada en 1889, amb fronteres modificades amb el temps. Bona part de la terra de la reserva es va perdre després de la construcció de Lock and Dam No. 3 al llarg del riu pel Cos d'Enginyers dels Estats Units per millorar la navegació. Més tard s'hi va construir a la vora la Central Nuclear de Prairie Island. La comunitat ha acaparat els titulars causa de la decisió d'emmagatzemar residus radioactius en dipòsits d'acer enterrats. La major part de la reserva es troba vora la ciutat de Red Wing, però hi ha terres fora de la reserva en fideïcomís a Welch Township al nord del comtat de Goodhue, així com a Ravenna Township a l'est del comtat de Dakota que gairebé duplica la mida del territori de la reserva. La reserva tenia 199 habitants segons el cens de 2000, incloses les seves terres en fideïcomís. La seva superfície total és de 4,3225 km² o 1.068,1 acres. La tribu opera el Treasure Island Resort & Casino vora el riu Mississippi al nord de Red Wing.

## Història

### Intents de terminació
Com a part de la política de terminació índia adoptada pel govern dels Estats Units des de la dècada de 1940 fins a la dècada de 1960, quatre grups d'amerindis a Minnesota en foren objectiu. Un memoràndum del 19 de gener de 1955 per a la BIA emès pel Departament de l'Interior indicava que s'estaven revisant terminacions addicionals en la legislació proposada per quatre comunitats ameríndies del sud de Minnesota, inclosa la Comunitat Lower Sioux als comtats de Redwood i Scott, la Comunitat Upper Sioux al comtat de Yellow Medicine i la Comunitat índia Prairie Island al comtat de Goodhue i uns 15 individus que vivien en zones restringides al comtat de Yellow Medicine.
Les discussions entre la BIA i els indis de la zona en qüestió començaren en 1953 i va continuar al llarg de 1954. Tot i que les comunitats Lower Sioux i Prairie Island van redactar acords amb la propietat individual de la terra, els Upper Sioux s'oposaren al simple títol de terres tribals. El 26 de gener 1955 el senador Edward Thye va introduir al Congrés una llei (S704) per proveir la terminació de les tribus. L'oposició, no sols dels indis, sinó d'altres ciutadans que es van adonar que podrien augmentar les seves despeses de l'Estat, van obligar a la comissió a revisar el projecte de llei. La Comissió de Drets Humans del Governador també es va oposar a la legislació, indicant que seria "no protegir adequadament els interessos dels indis ..." El projecte de llei va morir a la comissió, sense arribar mai a la sala del Senat.